# Glenea pseudogiraffa
Glenea pseudogiraffa là một loài bọ cánh cứng trong họ Cerambycidae.